# Carboxymethyldethia-CoA
Carboxymethyldethia-CoA (üblicherweise abgekürzt als CMX) ist ein synthetisches Acetyl-CoA-Analogon, das in der Lage ist, das Enzym Citrat-Synthase zu hemmen, welches eine zentrale Rolle im Citratzyklus spielt.

## Struktur
Die chemische Struktur des CMX hat große Ähnlichkeit mit der des Acetyl-CoA. Die einzigen Unterschiede betreffen die für die Funktion maßgebliche β-Mercaptoethylamineinheit: An Stelle des Schwefelatoms der Thioestergruppe von Acetyl-CoA befindet sich bei CMX eine Methylengruppe und an Stelle der Acetylgruppe eine Carboxylgruppe.

Vergleich der Strukturformeln von Acetyl-CoA und CMX. Die Unterschiede im CMX sind rot hervorgehoben, beide Moleküle zur Übersicht jeweils in hypothetischer nicht-dissoziierter Form dargestellt.

## Inhibitorwirkung

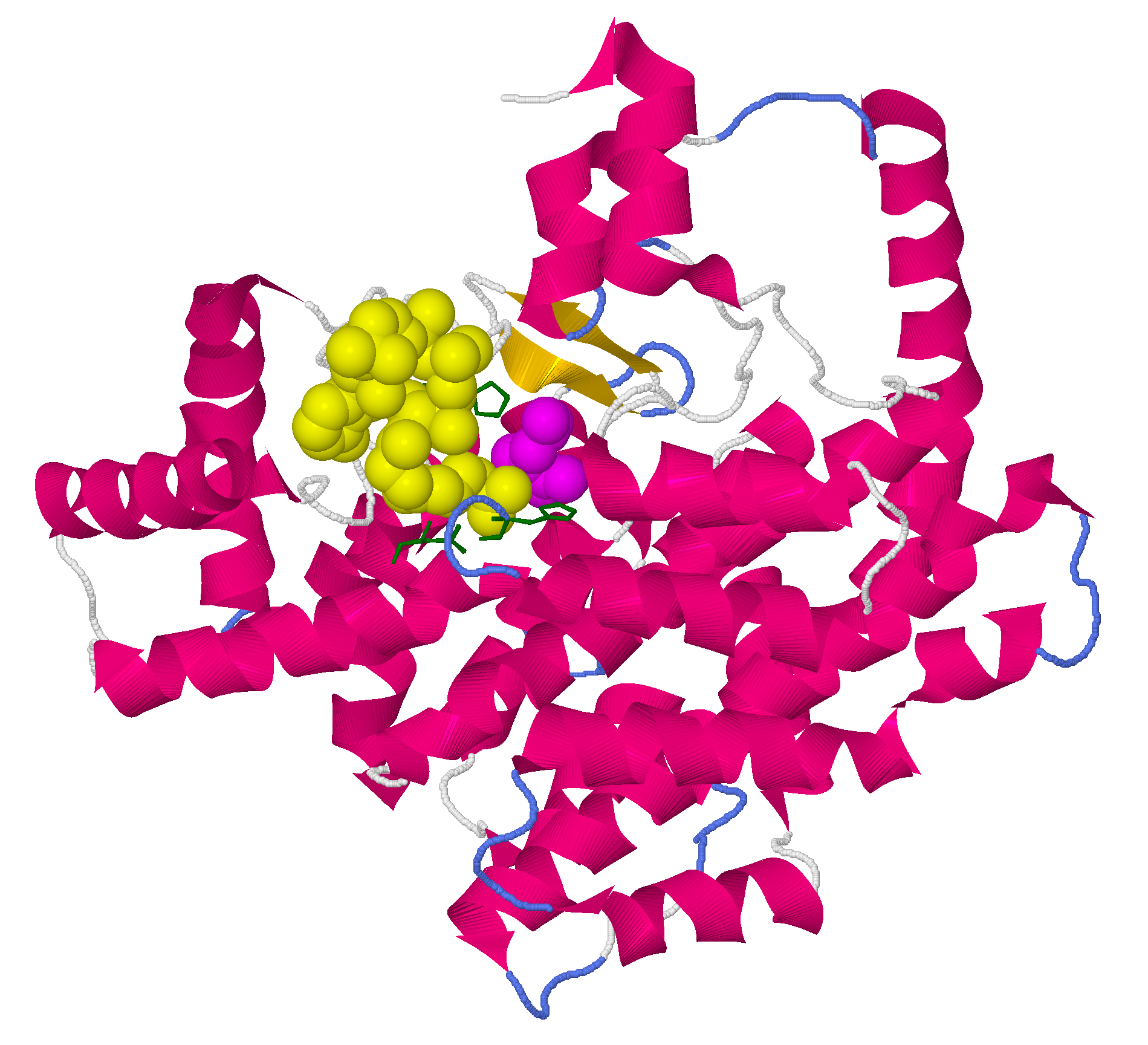
Bändermodell eines Monomers der Citrat-Synthase mit gebundenem Oxalacetat (magenta) als Substrat und CMX (gelb).

CMX bindet an die gleiche Stelle des aktiven Zentrums der Citrat-Synthase wie das Coenzym Acetyl-CoA. Dort spielen drei Aminosäuren des Enzyms eine bedeutende Rolle für die Katalyse: His-274, Asp-375 und His-320. Im etablierten Mechanismus für die Acetylierung des Substrats wird die schwach CH-acide Methylgruppe von Acetyl-CoA deprotoniert und das freigesetzte H+ vom Asp-375 abstrahiert, wobei die dabei entstehende Enolatform zusätzliche Stabilisierung durch His-274 erfährt. Eine solche Enolatbildung ist im Falle der Carbonsäure CMX nicht möglich. Stattdessen deuten NMR- und Röntgenstrukturanalyse darauf hin, dass hier ein partieller Protonenaustausch zwischen den Carboxylgruppen von CMX und Asp-375 stattfindet, deren Säurekonstanten sehr ähnlich sind, was zu einer ungewöhnlich kurzen Wasserstoffbrückenbindung zwischen den beiden Gruppen führt. Bei zu niedrigem pH-Wert sind beide Carboxylgruppen protoniert und die kurze Wasserstoffbrückenbindung kann sich nicht ausbilden, wodurch der Ki-Wert – und damit die enzymhemmende Wirkung – stark absinkt.
Die enzymhemmende Wirkung beruht darauf, dass CMX als Übergangszustandanalogon an Stelle des physiologischen Coenzyms Acetyl-CoA an die Citrat-Synthase bindet. Da es im Gegensatz zu letzterem über keine aktivierte Acetylgruppe verfügt, kann es nicht die physiologische Wirkung entfalten, das Substrat des Enzyms zu acetylieren, wodurch die Enzymfunktion unterbunden wird.

## Synthese
CMX kann im Labor über einen Reaktionsweg dargestellt werden, der Methoden der Biochemie und der Organischen Chemie verbindet. Hierfür wird zunächst aus Pantothensäure in einer dreistufigen Synthese ein Substrat hergestellt, das anschließend mithilfe von Coenzym-A-Synthase aus Brevibacterium ammoniagenes zu einem CoA-Analogon umgesetzt wird, welches im Vergleich zu CoA anstelle der äußeren Amid- eine Thioesterbindung enthält. Aminolyse des Thioesters mit γ-Aminobuttersäure liefert schließlich das Produkt Carboxymethyldethia-CoA.

## Analytik
CMX kann anhand seines 1H- und 13C-NMR-Spektrums sowie mithilfe hochauflösender Massenspektrometrie nach Elektrospray-Ionisation identifiziert werden.